# 29508 Bottinelli
29508 Bottinelli è un asteroide della fascia principale. Scoperto nel 1997, presenta un'orbita caratterizzata da un semiasse maggiore pari a 3,1282788 UA e da un'eccentricità di 0,1798665, inclinata di 2,26933° rispetto all'eclittica.
L'asteroide era stato inizialmente battezzato 29508 Botinelli per poi essere corretto nella denominazione attuale.
L'asteroide è dedicato alla radioastronoma francese Lucette Bottinelli.